# Obscene Extreme
O Obscene Extreme é um festival de música, criado em 1999 em Trutnov, na Chéquia (Tchéquia). O foco musical é em grupos de gêneros Punk, Crustcore, Grindcore e Death Metal. O evento é realizado em três dias no mês de julho. Cada pagante recebe uma coletânea músical do festival.

## História

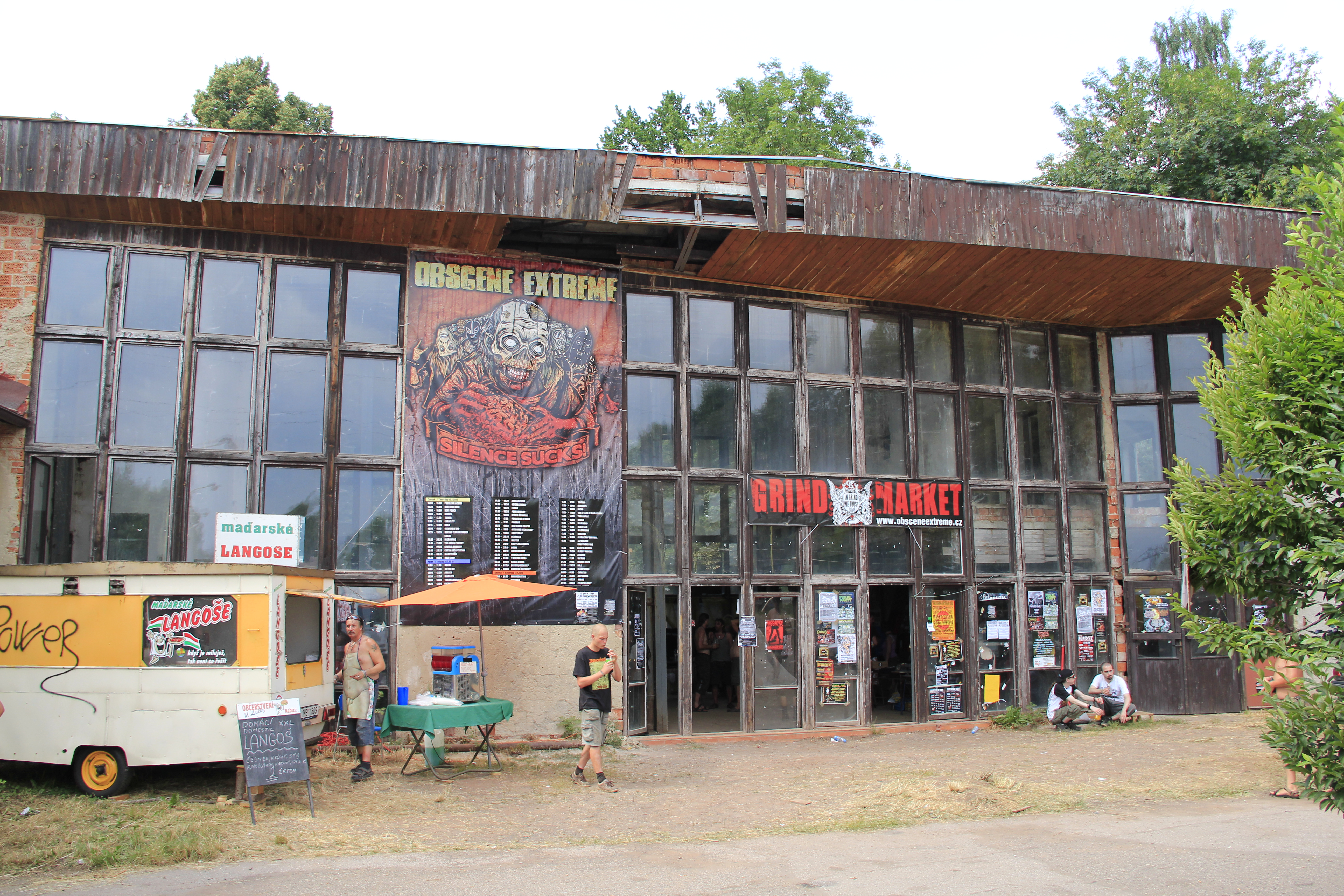
A sala de grind do festival (2010)

O Festival foi fundado em 1999 por Miroslav "Čurby" Urbanec, proprietário da gravadora Obscene Productions e de uma loja online, aleatoriamente fez uma festa em seu aniversário um evento com 40 Bandas. Na primeira edição do Festival, foram cerca de 1200 visitantes, em 2004, já haviam 3000. No início, o Festival só oferecia pratos vegetarianos, porque o fundador Čurby era Vegano . Em 2008, o número de espectadores foi de 5000. O aniversário de dez anos em 2009, Obscene Extreme do "Na Bojišti" (em português: "No campo de batalha", o histórico local da batalha de Trautenau) a que se refere o local em Trutnov, Svojšice nas imediações de Pardubice. Na compra do ingresso para o festival juntamente com uma camiseta. Em 2011, tocaram por lá durante os três dias, um total de 69 bandas. Além disso, pela primeira vez, um dia de Tatuagens e Piercings com diversas competições realizadas. O Obscene Extreme desde 2008 é coberto pela revista de música Terrorizer. No ano de 2012, o festival ajudou a organização Médicos sem fronteiras, através da venda de camisetas.
A organização anunciou em 2012, que a partir do ano seguinte haveria paralelamente festivais no México, Indonésia e Austrália.